# Benjamin Šeško
Benjamin Šeško (pronunțat [ˈbeːnjamin ˈʃɛːʃkɔ], n. 31 mai 2003, Radeče, Slovenia) este un fotbalist sloven, care joacă pe post de atacant la Manchester United în Premier League. Pe plan internațional, are prezențe la națională pentru Slovenia U17⁠(d), Slovenia U19⁠(d) și Slovenia.
Šeško s-a alăturat Red Bull Salzburg la vârsta de 16 ani în 2019 de la Domžale. A fost împrumutat echipei de rezervă a lui Salzburg, FC Liefering, pentru două sezoane, unde a marcat 22 de goluri în 44 de meciuri în al doilea eșalon al fotbalului austriac. A debutat în prima echipă pentru Red Bull Salzburg în ianuarie 2021 și a câștigat trei titluri în Bundesliga austriacă și o Cupă a Austriei.
Šeško a reprezentat Slovenia la mai multe categorii de tineret, înainte de a deveni cel mai tânăr jucător care a apărut pentru echipa națională de seniori în 2021, la vârsta de 18 ani, și a marcat primul său gol pentru echipa națională în octombrie 2021, devenind cel mai tânăr marcator al Sloveniei din istorie.

## Cariera de club

### Primii ani
Šeško și-a început cariera la clubul din orașul său natal, Radeče, când era în clasa întâi. Apoi a petrecut un an cu Rudar Trbovlje în selecția sub 11 ani, înainte de a se întoarce la Radeče. În 2016 s-a transferat la Krško, unde a jucat pentru echipele sub 15 și sub 17 ani. În sezonul 2017-18, a marcat 59 de goluri în 23 de meciuri pentru echipa sub 15 ani. În 2018, Šeško s-a alăturat lui Domžale, unde a petrecut un sezon.

### Red Bull Salzburg
La vârsta de 16 ani, pe 3 iunie 2019, Šeško a semnat un contract profesionist pe trei ani cu Red Bull Salzburg. A debutat cu Red Bull Salzburg într-o victorie cu 3-0 în Bundesliga austriacă împotriva lui TSV Hartberg pe 30 ianuarie 2021.

#### Împrumut la FC Liefering
Imediat după ce a semnat cu Red Bull Salzburg, a fost mutat la clubul lor de bază, FC Liefering, care concura în a doua divizie a Austriei. În sezonul 2020–21, a marcat 21 de goluri în 29 de apariții și a devenit al doilea cel mai bun marcator din campionat. El a marcat majoritatea golurilor sale în ultima parte a sezonului, reușind 13 goluri în ultimele 7 etape.

### RB Leipzig
Pe 9 august 2022, RB Leipzig a anunțat transferul lui Šeško de la 1 iulie 2023, cu un contract pe cinci ani până în 2028, pentru o sumă de transfer raportată de aproximativ 24 de milioane de euro.
Pe 3 septembrie 2023, Šeško a marcat primele sale goluri pentru RB Leipzig, reușind o dublă într-o victorie în deplasare cu 3-0 împotriva lui Union Berlin, punând capăt seriei de 24 de meciuri fără înfrângere pe teren propriu. Pe 19 septembrie, a marcat primul său gol în Liga Campionilor (excluzând rundele de calificare), în meciul în care RB Leipzig a învins Young Boys cu 3-1 în deplasare, în prima etapă a ediției 2023-2024. Šeško și-a încheiat primul sezon cu 18 goluri în toate competițiile și a devenit, de asemenea, cel mai tânăr jucător care a marcat vreodată în șapte meciuri consecutive din Bundesliga, la 20 de ani și 353 de zile.
În iunie 2024, Arsenal, Chelsea, Manchester United și AC Milan l-au urmărit pe Šeško, dar acesta a decis să rămână la RB Leipzig, prelungindu-și contractul cu încă un an, până în 2029.

## Statisticile carierei

### Club
La 17 mai 2025.
| Club                    | Sezon         | Campionat           | Campionat | Campionat | Cupa    | Cupa   | Cupa Ligii | Cupa Ligii | Continental | Continental | Altele  | Altele | Total   | Total  |
| Club                    | Sezon         | Divizie             | Meciuri   | Goluri    | Meciuri | Goluri | Meciuri    | Goluri     | Meciuri     | Goluri      | Meciuri | Goluri | Meciuri | Goluri |
| ----------------------- | ------------- | ------------------- | --------- | --------- | ------- | ------ | ---------- | ---------- | ----------- | ----------- | ------- | ------ | ------- | ------ |
| FC Liefering (împrumut) | 2019–20       | Austrian 2. Liga    | 15        | 1         | —       | —      | —          | —          | —           | —           | —       | —      | 15      | 1      |
| FC Liefering (împrumut) | 2020–21       | Austrian 2. Liga    | 29        | 21        | —       | —      | —          | —          | —           | —           | —       | —      | 29      | 21     |
| FC Liefering (împrumut) | Total         | Total               | 44        | 22        | —       | —      | —          | —          | —           | —           | —       | —      | 44      | 22     |
| Red Bull Salzburg       | 2020–21       | Austrian Bundesliga | 1         | 0         | 0       | 0      | —          | —          | 0           | 0           | —       | —      | 1       | 0      |
| Red Bull Salzburg       | 2021–22       | Austrian Bundesliga | 24        | 5         | 5       | 5      | —          | —          | 8           | 1           | —       | —      | 37      | 11     |
| Red Bull Salzburg       | 2022–23       | Austrian Bundesliga | 30        | 16        | 4       | 2      | —          | —          | 7           | 0           | —       | —      | 41      | 18     |
| Red Bull Salzburg       | Total         | Total               | 55        | 21        | 9       | 7      | —          | —          | 15          | 1           | —       | —      | 79      | 29     |
| RB Leipzig              | 2023–24       | Bundesliga          | 31        | 14        | 2       | 2      | —          | —          | 8           | 2           | 1       | 0      | 42      | 18     |
| RB Leipzig              | 2024–25       | Bundesliga          | 33        | 13        | 4       | 4      | —          | —          | 8           | 4           | —       | —      | 45      | 21     |
| RB Leipzig              | Total         | Total               | 64        | 27        | 6       | 6      | —          | —          | 16          | 6           | 1       | 0      | 87      | 39     |
| Manchester United       | 2025–26       | Premier League      | 0         | 0         | 0       | 0      | 0          | 0          | —           | —           | —       | —      | 0       | 0      |
| Total carieră           | Total carieră | Total carieră       | 163       | 70        | 15      | 13     | 0          | 0          | 31          | 7           | 1       | 0      | 210     | 90     |

1. ↑  Include Cupa Austriei, DFB-Pokal, FA Cup
2. ↑  Include EFL Cup
3. 1 2 3  Apariții în Liga Campionilor UEFA
4. ↑  Șase apariții în Liga Campionilor UEFA, o apariție în UEFA Europa League
5. ↑  Apariție în DFL-Supercup

## Titluri
Red Bull Salzburg
- Bundesliga austriacă: 2020–21, 2021–22, 2022–23
- Cupa Austriei: 2021–22

RB Leipzig
- Supercupa DFL: 2023[21]

Individual
- Fotbalistul sloven al anului: 2022[22]
- Jucătorul sloven de tineret al anului: 2021, 2022,[22] 2023[23]